# SN 1993C
SN 1993C – supernowa typu Ia odkryta 27 stycznia 1993 roku w galaktyce NGC 2954. W momencie odkrycia miała maksymalną jasność 18,00m.